# Chikkakarakamakalahalli, Chintamani
Chikkakarakamakalahalli là một làng thuộc tehsil Chintamani, huyện Kolar, bang Karnataka, Ấn Độ.